# Джесап (Айова)
Джесап (англ. Jesup) — місто (англ. city) в США, в округах Б'юкенан і Блек-Гок штату Айова. Населення — 2508 осіб (2020).

## Географія
Джесап розташований за координатами 42°28′29″ пн. ш. 92°3′56″ зх. д. / 42.47472° пн. ш. 92.06556° зх. д. (42.474816, -92.065609).  За даними Бюро перепису населення США в 2010 році місто мало площу 4,61 км², уся площа — суходіл.

## Демографія
Згідно з переписом 2010 року, у місті мешкало 2520 осіб у 982 домогосподарствах у складі 719 родин. Густота населення становила 546 осіб/км².  Було 1015 помешкань (220/км²).
Расовий склад населення:
| - 98,2 % — білих - 0,3 % — чорних або афроамериканців - 0,2 % — азіатів |

До двох чи більше рас належало 1,3 %. Частка іспаномовних становила 1,4 % від усіх жителів.
За віковим діапазоном населення розподілялося таким чином: 27,7 % — особи молодші 18 років, 58,8 % — особи у віці 18—64 років, 13,5 % — особи у віці 65 років та старші. Медіана віку мешканця становила 35,8 року. На 100 осіб жіночої статі у місті припадало 91,8 чоловіків;  на 100 жінок у віці від 18 років та старших — 89,9 чоловіків також старших 18 років.
Середній дохід на одне домашнє господарство  становив 75 580 доларів США (медіана — 56 898), а середній дохід на одну сім'ю — 90 999 доларів (медіана — 68 664). Медіана доходів становила 45 817 доларів для чоловіків та 36 566 доларів для жінок. За межею бідності перебувало 4,5 % осіб, у тому числі 4,9 % дітей у віці до 18 років та 8,0 % осіб у віці 65 років та старших.
Цивільне працевлаштоване населення становило 1408 осіб. Основні галузі зайнятості: виробництво — 22,4 %, освіта, охорона здоров'я та соціальна допомога — 21,2 %, роздрібна торгівля — 11,2 %, фінанси, страхування та нерухомість — 10,9 %.